# Presidenti del Consiglio regionale della Bretagna
Il presidente del Consiglio regionale della Bretagna (in francese Président du conseil régional de Bretagne) è il capo del governo della regione francese della Bretagna e il capo del suo Consiglio regionale.
Viene eletto per un periodo di 6 anni.

## Elenco
| Mandato                           | Presidente | Presidente           | Partito | Partito                                                                                   |
| --------------------------------- | ---------- | -------------------- | ------- | ----------------------------------------------------------------------------------------- |
| 1974–1976                         |            | René Pleven          |         | Centro Democratico                                                                        |
| 1976–1978                         |            | André Colin          |         | Movimento Repubblicano Popolare                                                           |
| 1978–1986                         |            | Raymond Marcellin    |         | Unione per la Democrazia Francese                                                         |
| 21 marzo 1986 – marzo 1998        |            | Yvon Bourges         |         | Raggruppamento per la Repubblica                                                          |
| 20 marzo 1998 – 1º aprile 2004    |            | Josselin de Rohan    |         | Raggruppamento per la Repubblica (1983-2002) Unione per un Movimento Popolare (2002-2004) |
| 2 aprile 2004 – 29 giugno 2012    |            | Jean-Yves Le Drian   |         | Partito Socialista                                                                        |
| 10 luglio 2012 – 18 dicembre 2015 |            | Pierrick Massiot     |         | Partito Socialista                                                                        |
| 18 dicembre 2015 – 2 giugno 2017  |            | Jean-Yves Le Drian   |         | Partito Socialista                                                                        |
| 22 giugno 2017 – in carica        |            | Loïg Chesnais-Girard |         | Partito Socialista                                                                        |